# Le Quillio
Le Quillio [lə kiljo] est une commune française située dans le département des Côtes-d'Armor en région Bretagne.
En 2011, la commune a obtenu le Label « Communes du Patrimoine Rural de Bretagne » pour la richesse de son patrimoine architectural et paysager.

## Géographie

### Localisation
Le Quillio est situé en Basse-Bretagne à la limite avec le pays Gallo, à 17 km au nord-ouest de Loudéac à vol d'oiseau..
|                           | Merléac   |               |
| Saint-Gilles-Vieux-Marché | Quillio   | Saint-Thélo   |
|                           | Guerlédan | Saint-Caradec |

### Paysage et relief
La commune a une superficie de 1 615 hectares. La commune est vallonnée et présente un relief de type appalachien.
| - Carte topographique de la commune du Quillio. |

### Géologie
schiste talqueux

### Morphologie urbaine
La commune possède un habitat épars constitué de hameaux et de fermes isolées. La plupart d'entre-eux portent un nom à consonance bretonne :
Hameaux et lieux-dits bretons: Guerbourbon, Guerderio, Kergouillard, Kerivalan, Kerliouzel, Kermoleven,  Lanegoff, Le Cosquer, Le Parc, Le Reste, Le Roello, Le Ros, Les Guerniaux, Lohan, Le Penher, Quenecunan, Saint-Maurice, Lande du reste
Hameaux et lieux-dits français : La rangée, La Perrière, La ville au chevalier, Le Bergereux, Le Bouffo, Le fontaigneau.

### Hydrographie
Pour un article plus général, voir Réseau hydrographique des Côtes-d'Armor.
La commune est située dans le bassin Loire-Bretagne. Elle est drainée par l'Oust, la rigole d'Hilvern, le Toulhoët et un autre petit cours d'eau,.
L'Oust, d'une longueur de 145 km, prend sa source dans la commune de La Harmoye et se jette  dans la Vilaine à Rieux, après avoir traversé 46 communes. 
Le Rigole d'Hilvern, d'une longueur de 62 km, prend sa source dans la commune de Saint-Gonnery et se jette  dans l'Oust à Merléac, après avoir traversé huit communes. 

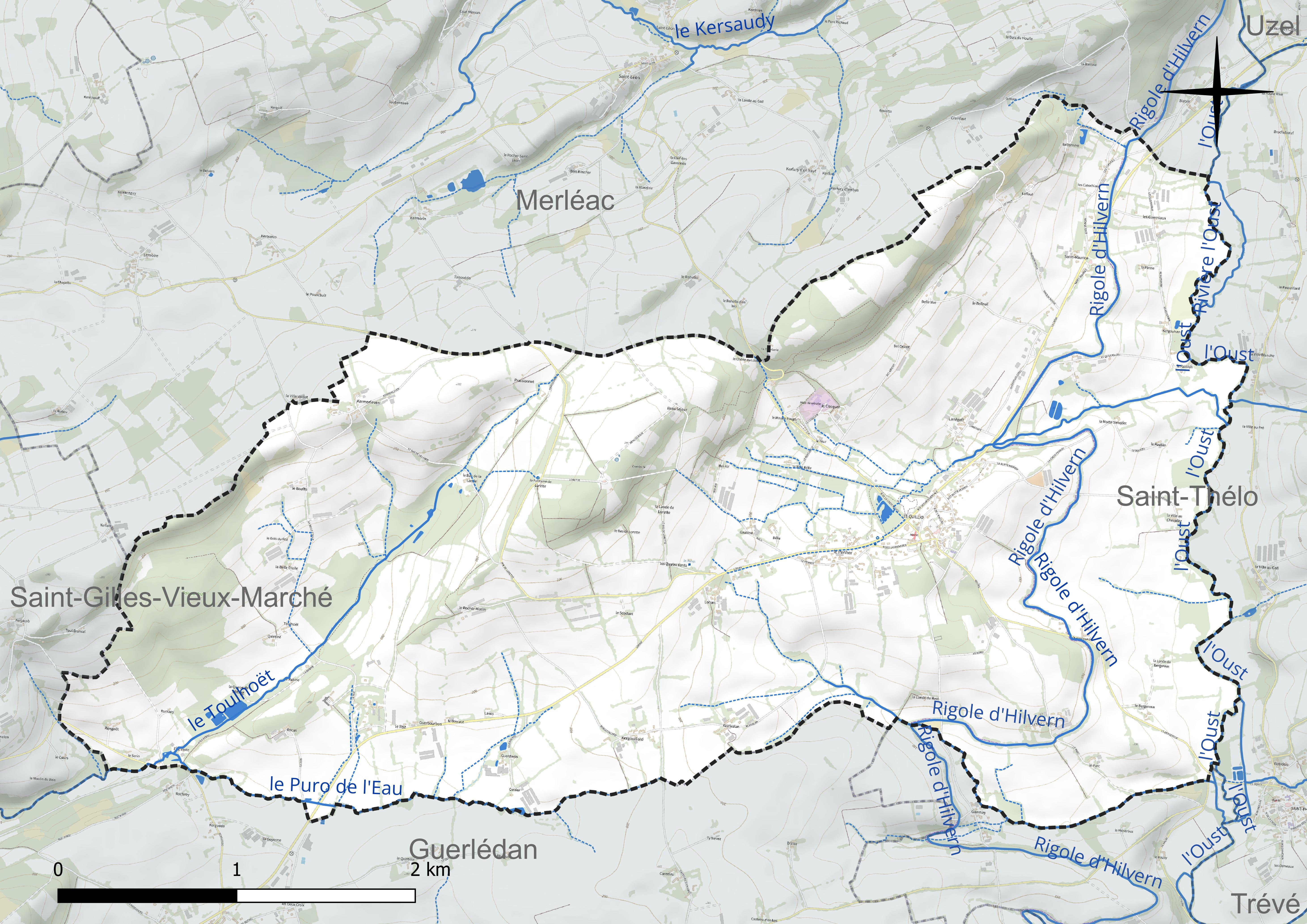
Réseau hydrographique du Quillio.

### Climat
Pour des articles plus généraux, voir Climat de la Bretagne et Climat des Côtes-d'Armor.
En 2010, le climat de la commune est de type climat océanique franc, selon une étude du Centre national de la recherche scientifique s'appuyant sur une série de données couvrant la période 1971-2000. En 2020, Météo-France publie une typologie des climats de la France métropolitaine dans laquelle la commune est exposée à un climat océanique et est dans la région climatique Finistère nord, caractérisée par une pluviométrie élevée, des températures douces en hiver (6 °C), fraîches en été et des vents forts. Parallèlement l'observatoire de l'environnement en Bretagne publie en 2020 un zonage climatique de la région Bretagne, s'appuyant sur des données de Météo-France de 2009. La commune est, selon ce zonage, dans la zone « Intérieur », exposée à un climat médian, à dominante océanique.  
Pour la période 1971-2000, la température annuelle moyenne est de 10,8 °C, avec une amplitude thermique annuelle de 11,8 °C. Le cumul annuel moyen de précipitations est de 945 mm, avec 14,4 jours de précipitations en janvier et 7,5 jours en juillet. Pour la période 1991-2020, la température moyenne annuelle observée sur la station météorologique la plus proche, située sur la commune de Loudéac à 12 km à vol d'oiseau, est de 11,5 °C et le cumul annuel moyen de précipitations est de 922,6 mm,. Pour l'avenir, les paramètres climatiques de la commune estimés pour 2050 selon différents scénarios d'émission de gaz à effet de serre sont consultables sur un site dédié publié par Météo-France en novembre 2022.

## Urbanisme

### Typologie
Au 1er janvier 2024, Le Quillio est catégorisée commune rurale à habitat dispersé, selon la nouvelle grille communale de densité à 7 niveaux définie par l'Insee en 2022.
Elle est située hors unité urbaine. Par ailleurs la commune fait partie de l'aire d'attraction de Loudéac, dont elle est une commune de la couronne,. Cette aire, qui regroupe 22 communes, est catégorisée dans les aires de moins de 50 000 habitants,.

### Occupation des sols
L'occupation des sols de la commune, telle qu'elle ressort de la base de données européenne d’occupation biophysique des sols Corine Land Cover (CLC), est marquée par l'importance des territoires agricoles (88,8 % en 2018), une proportion sensiblement équivalente à celle de 1990 (88,3 %). La répartition détaillée en 2018 est la suivante : 
terres arables (56,5 %), zones agricoles hétérogènes (25,1 %), forêts (9 %), prairies (7,1 %), zones urbanisées (2,2 %). L'évolution de l’occupation des sols de la commune et de ses infrastructures peut être observée sur les différentes représentations cartographiques du territoire : la carte de Cassini (XVIIIe siècle), la carte d'état-major (1820-1866) et les cartes ou photos aériennes de l'IGN pour la période actuelle (1950 à aujourd'hui).

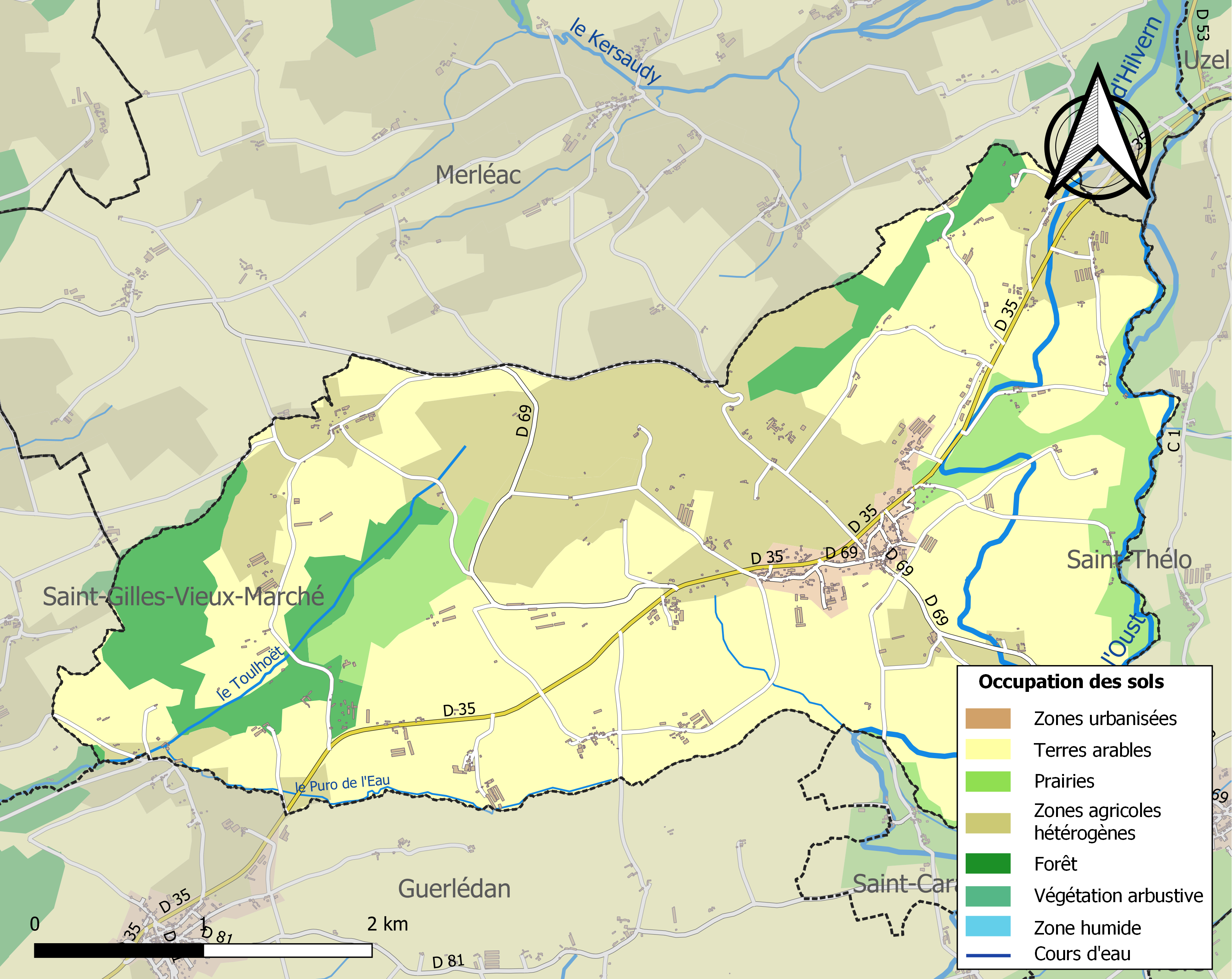
Carte des infrastructures et de l'occupation des sols de la commune en 2018 (CLC).

## Toponymie
Le nom de la localité est attesté sous les formes Killiou en 1285, Parrochia de Killiou en 1286, Quilio en 1464, Guillio en 1492, treffve du Quillio en 1535 et en 1536.

On trouve Le Quillio dès 1635.
Son nom vient du breton killiou, pluriel de killi « bosquets ». « Le nom semble indiquer que la couverture forestière n'était plus pour lors homogène et avait fait l'objet de défrichements  ».
Son nom en gallo est Le Tchilio, en breton Ar Hiliaou.

## Histoire

### Moyen-Âge
Selon un aveu de 1471 la châtellenie de Corlay , un des trois membres de la vicomté de Rohan comprenait 12 paroisses ou trèves : « Corlé [Corlay]  (résidence seigneuriale), Saint-Martin-des-Prés, Merléac, Le Quilio, Saint-Mayeuc, Saint-Gilles-Vieux-Marché, Caurel, Laniscat, Saint-Guelven, Rosquelfen, Saint-Igeau, Plussulien ».

### Temps modernes
La paroisse du Quillio et les trois paroisses voisines de Saint-Thélo, Saint-Caradec et Trévé, formaient aux XVIe et XVIIIe siècles ce que l’on appelle « les poumons de la manufacture » (manufacture des toiles fines en lin dites Bretagne, compris dans un espace compris entre Quintin, Moncontour, Loudéac et Pontivy). Il s’agissait pourtant de quatre petites paroisses rurales dominées par un bourg de taille très moyenne, mais leur position géographique — entre Quintin et Pontivy — fit du Quillio et des trois villages voisins le centre d’une intense activité marchande : sur les 450 petits et grands marchands que compte la manufacture entre 1781 et 1790, plus du tiers habite ces quatre paroisses.
Ces marchands habitent soit dans les bourgs soit sur leurs domaines où ils s’occupent de négoce, mais aussi de l’exploitation des terres agricoles. Ces marchands s’étaient fait bâtir sur ces terres des demeures qui aujourd’hui encore sont les témoins du passé de la région.

### XXesiècle

#### Guerres duXXesiècle
Le monument aux morts porte les noms des 70 soldats morts pour la patrie :
- 61 sont morts durant la Première Guerre mondiale ;
- huit sont morts durant la Seconde Guerre mondiale ;
- un est mort durant la guerre d'Indochine.

## Politique et administration
| Période                                  | Période   | Identité                 | Étiquette | Qualité                          |
| ---------------------------------------- | --------- | ------------------------ | --------- | -------------------------------- |
| ?                                        | juin 1995 | Maurice Duault           |           |                                  |
| juin 1995                                | mars 2008 | Marie-Thérèse Le Pottier |           | Agricultrice                     |
| mars 2008                                | En cours  | Xavier Hamon             | SE        | Technicien supérieur hospitalier |
| Les données manquantes sont à compléter. |           |                          |           |                                  |

## Démographie
L'évolution du nombre d'habitants est connue à travers les recensements de la population effectués dans la commune depuis 1793. Pour les communes de moins de 10 000 habitants, une enquête de recensement portant sur toute la population est réalisée tous les cinq ans, les populations de référence des années intermédiaires étant quant à elles estimées par interpolation ou extrapolation. Pour la commune, le premier recensement exhaustif entrant dans le cadre du nouveau dispositif a été réalisé en 2006.

En 2022, la commune comptait 591 habitants, en évolution de +6,87 % par rapport à 2016 (Côtes-d'Armor : +1,78 %, France hors Mayotte : +2,11 %).
| 1793  | 1800  | 1806  | 1821  | 1831  | 1836  | 1841  | 1846  | 1851  |
| ----- | ----- | ----- | ----- | ----- | ----- | ----- | ----- | ----- |
| 1 941 | 1 587 | 1 877 | 1 877 | 1 964 | 2 005 | 1 853 | 1 671 | 1 572 |

| 1856  | 1861  | 1866  | 1872  | 1876  | 1881  | 1886  | 1891  | 1896  |
| ----- | ----- | ----- | ----- | ----- | ----- | ----- | ----- | ----- |
| 1 415 | 1 359 | 1 349 | 1 315 | 1 378 | 1 340 | 1 274 | 1 254 | 1 206 |

| 1901  | 1906  | 1911  | 1921  | 1926 | 1931 | 1936 | 1946 | 1954 |
| ----- | ----- | ----- | ----- | ---- | ---- | ---- | ---- | ---- |
| 1 162 | 1 139 | 1 096 | 1 016 | 969  | 916  | 846  | 827  | 790  |

| 1962 | 1968 | 1975 | 1982 | 1990 | 1999 | 2006 | 2011 | 2016 |
| ---- | ---- | ---- | ---- | ---- | ---- | ---- | ---- | ---- |
| 778  | 706  | 657  | 613  | 542  | 554  | 534  | 548  | 553  |

| 2021 | 2022 | - | - | - | - | - | - | - |
| ---- | ---- | - | - | - | - | - | - | - |
| 579  | 591  | - | - | - | - | - | - | - |

## Culture locale et patrimoine

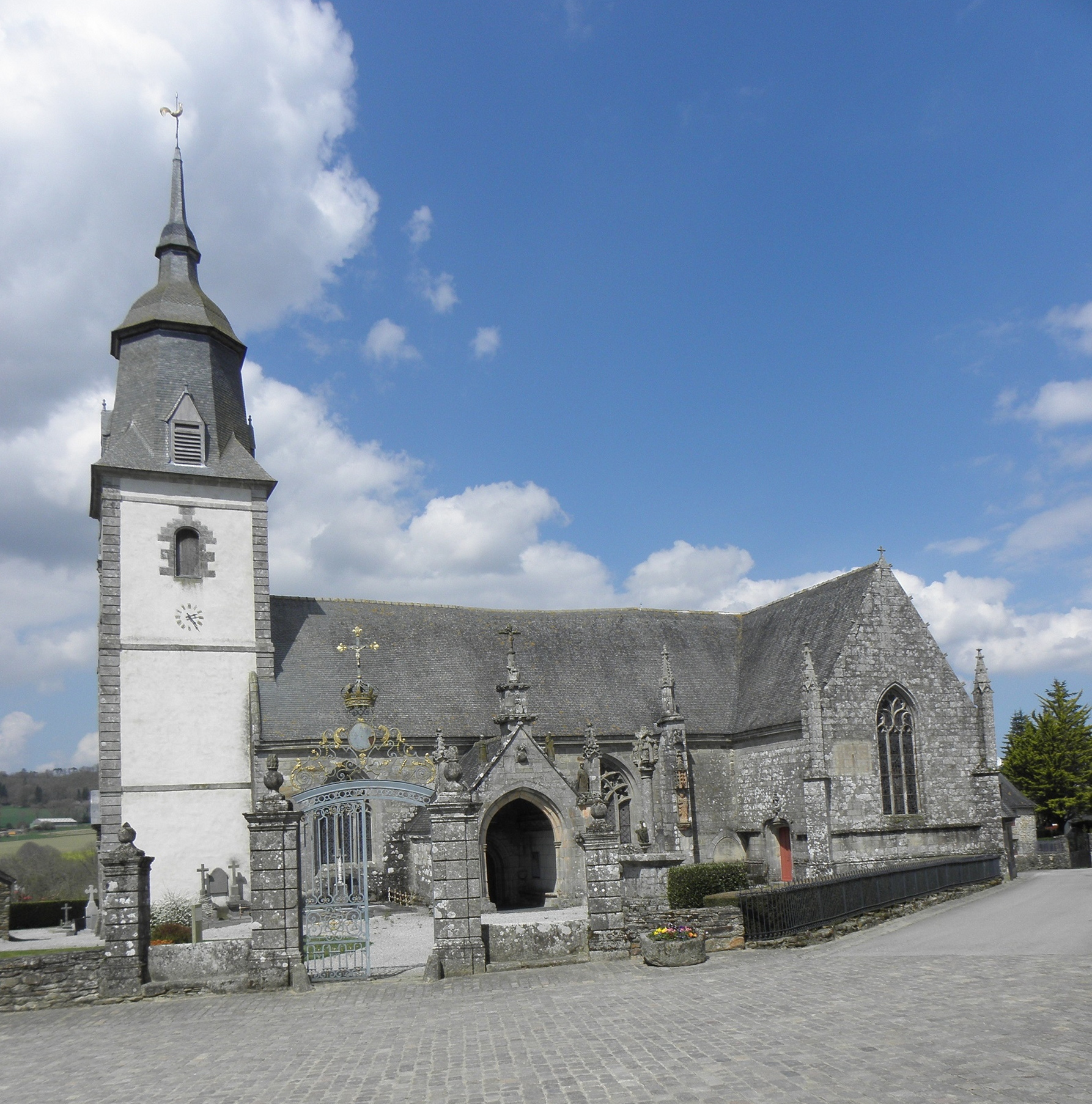
L'église Notre-Dame-de Délivrance.

### Lieux et monuments
- L'église Notre-Dame de Délivrance, construite entre le XVe et le XVIIIe siècle. L'église, en 1986, et la croix du cimetière, en 1912, sont classées au titre des monuments historiques[27]. Elle abrite des fresques de Victor Boner (1871-1951) relatant l'histoire de la Bretagne[réf. nécessaire].
- Le tertre tumulaire de Lorette (époque néolithique), classé en 1926 au titre des monuments historiques[28].
- Manoir de Lanegoff[29].
- Manoir le Roz.
- Notre-Dame de Lorette.

### Personnalités liées à la commune
- Jean-Baptiste Ollitrault de Keryvallan (1862-1929), trappiste, abbé général de l'ordre cistercien de la Stricte Observance, a grandi au Quillio au manoir de Lanegoff[réf. nécessaire].
- Lise Levitzky (1926-2022), peintre française d'origine russe qui fut la première épouse de Serge Gainsbourg.